# Бій біля маяка «Чорні каміння»
Бій біля маяка «Чорні каміння» (англ. Battle of Pierres Noires) — морський бій, що стався 5 липня 1944 року між кораблями Королівських ВМС Канади та німецьких Крігсмаріне під час Нормандської операції.